# Ernst von Bassermann-Jordan

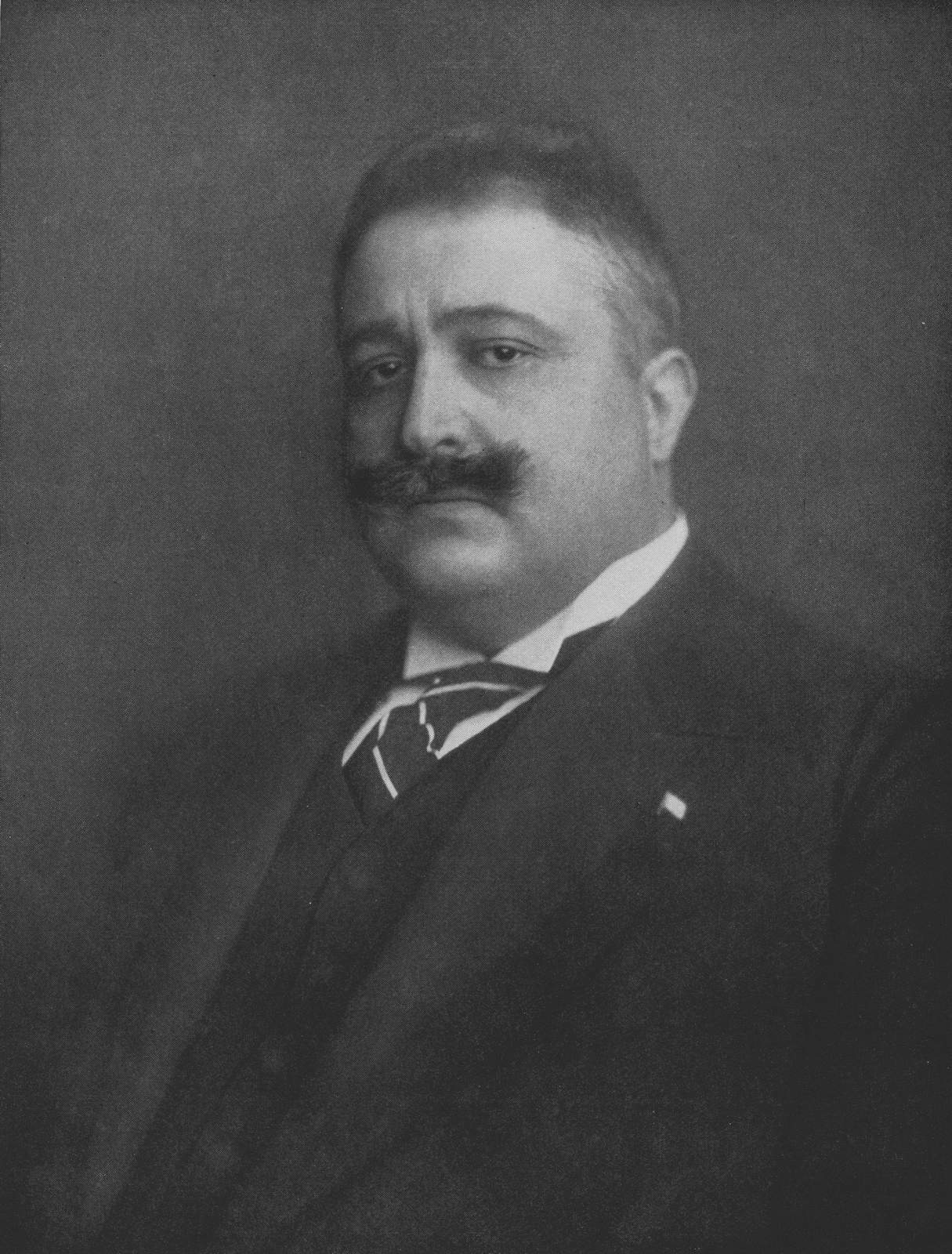
Ernst von Bassermann-Jordan, vor 1927

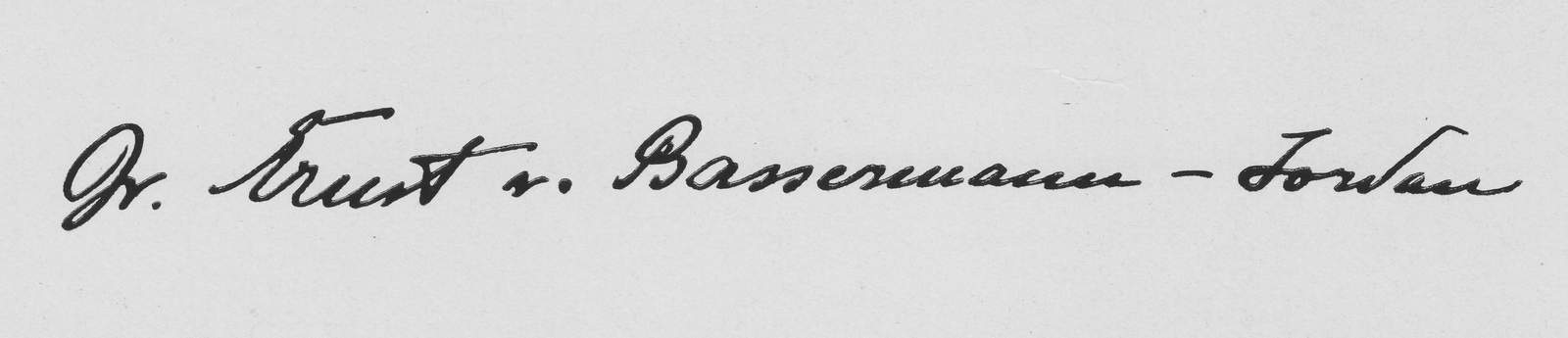
Unterschrift

Ernst Ferdinand Otto Bassermann, ab 1883 Bassermann-Jordan, ab 1917 von Bassermann-Jordan (* 17. Juli 1876 in Deidesheim; † 9. Oktober 1932 in München) war ein deutscher Kunsthistoriker und Schriftsteller, sowie Begründer der wissenschaftlichen Uhrenforschung in Deutschland.

## Familie
Er entstammte einer wohlhabenden pfälzischen Familie, die seit dem Frater Johannes Bassermann de Radegishusen (Kloster Riddagshausen bei Braunschweig) nachweisbar ist und deren direkte Stammreihe mit Dietrich Bassermann (1615–1682) in Hanau begann. Der Großvater Bassermanns war Friedrich Daniel Bassermann (1811–1855), ein bekannter liberaler Politiker zur Zeit der Märzrevolution. Er war der Sohn des Weingutsbesitzers und Landrats Emil Bassermann (1835–1915, ab 1883 Bassermann-Jordan) und der Auguste Jordan (1841–1899); seine Brüder waren der Weingutsbesitzer Ludwig Bassermann-Jordan (1869–1914) und der Weinbau-Historiker Friedrich von Bassermann-Jordan (1872–1959).

## Leben
Ernst Bassermann besuchte ab 1891 das humanistische Gymnasium in Karlsruhe und studierte Kunstgeschichte und Klassische Archäologie an der Universität München. Noch als Praktikant am Bayerischen Nationalmuseum schrieb er 1905 sein erstes großes Werk Die Geschichte der Räderuhr. Von der Landesregierung in Bayern wurde er in jungen Jahren in den obersten Kunstrat des Königreiches Bayern und in die Kommission für die Münchner Pinakothek berufen. Er war Mitglied der „Generalkommission der Kunstsammlungen des Bayerischen Staates“ und Ehrenmitglied im „Zentralverband der Deutschen Uhrmacher“.
1928 wurde er Ehrendoktor der TH Dresden.
In München schrieb Bassermann-Jordan vier Jahre lang für den Bayrischen Kurier Theaterkritiken. Dort wurden auch einige seiner Bühnenstücke aufgeführt.

## Uhrensammlung
Von großer Sammelleidenschaft angetrieben und mit hervorragendem Sachverstand trug Bassermann-Jordan eine umfangreiche Sammlung von über 300 kunsthistorisch wertvollen Uhren und wissenschaftlichen Instrumenten zusammen. Die Sammlung vermachte er dem Bayerischen Nationalmuseum in München.

## Veröffentlichungen (Auswahl)
- Die dekorative Malerei der Renaissance am Bayerischen Hofe. Bruckmann, München 1900.
- Der schöne Mensch in der Kunst der Neuzeit (= Der Stil in den bildenden Künsten und Gewerben aller Zeiten, Serie 1: Der schöne Mensch in der Kunst aller Zeiten, Band 3). Hirth, München 1902.
- Die Geschichte der Räderuhr unter besonderer Berücksichtigung der Uhren des Bayerischen Nationalmuseums. Frankfurt am Main 1905.
- Unveröffentlichte Gemälde alter Meister aus dem Besitz des Bayerischen Staates. München 1907.
- Der Schmuck. Klinkhardt & Biermann, Leipzig 1909.
- Goldemail-Uhren aus Berliner Privatbesitz. Versteigerungskatalog Hugo Helbing, München 1912.
- Uhren. Ein Handbuch für Sammler und Liebhaber. Berlin 1914; 4. Auflage, mit Hans von Bertele, Braunschweig 1961 (= Bibliothek für Kunst- und Antiquitätenfreunde. Band 7).
- mit Wolfgang M. Schmid: Der Bamberger Domschatz. F. Bruckmann, München 1914.
- Die Geschichte der Zeitmessung und der Uhren. De Gruyter, Berlin 1920.
- Ein Bisam-Apfel aus Peter Henleins Zeit. In: Die Uhrmacher-Woche. 1924, Nr. 24, S. 301 f.
- Ein zweiter Bisam-Apfel aus Peter Henleins Zeit. In: Die Uhrmacher-Woche. 1924, Nr. 44, S. 627 f.
- Die Wasser-Automaten und Wasserkünste im Parke des ehemalig erzbischöflich salzburgischen Lustschlosses Hellbrunn bei Salzburg. Wilhelm Diebener, Leipzig 1925.
- Alte Uhren und ihre Meister. Wilhelm Diebener, Leipzig 1926.
- Die Standuhr Philipps des Guten von Burgund. Leipzig 1927.

Literarische Werke
- Ein Fest auf Hederlevhuus. Drama in einem Vorspiel und vier Akten. 1921/22 (Regie: August Weigert, Drehbuch Bassermann-Jordan).
- Tod und Leben. Bühnenstück, Aufführung im Staatstheater München 1927.

## Genealogie
- Felix Bassermann: Chronik und Stammbaum der Familie Bassermann. München 1885.
- Gothaisches Genealogisches Taschenbuch der Briefadeligen Häuser. 1919. Dreizehnter Jahrgang, Justus Perthes, Gotha 1918, S. 36 f.
- Gothaisches Genealogisches Taschenbuch der Adeligen Häuser. Zugleich Adelsmatrikel der D.A.G. Teil B (Briefadel). 1940. Zweiunddreißigster Jahrgang, Justus Perthes, Gotha 1939, S. 20 f. Siehe: FamilySearch (Kostenfrei).
- Hans Friedrich von Ehrenkrook, Friedrich Wilhelm Euler, Jürgen von Flotow, Walter von Hueck, Johann Georg von Rappard, Hans-Jürgen von Witzendorff, u. a.: Genealogisches Handbuch des Adels, Adelige Häuser B (Briefadel). 1958. Band III, Band 17 der Gesamtreihe GHdA, Hrsg. Deutsches Adelsarchiv, C. A. Starke Verlag, Glücksburg (Ostsee) 1958, ISSN 0435-2408, S. 4 f.